# Philippe Meyer (homme politique)
Pour les articles homonymes, voir Philippe Meyer et Meyer.
Philippe Meyer est un homme politique français, né le 29 avril 1969 à Mulhouse.

## Biographie
Il est maire de Bœrsch, dans le Bas-Rhin, de 2001 à 2020. Il est réélu en 2020 avec 84 % des voix, dès le premier tour.
Membre du parti Les Républicains, il devient député de la 6e circonscription du Bas-Rhin le 28 juin 2020. Il remplace son titulaire Laurent Furst, démissionnaire pour cumul des mandats après les élections municipales,.
Il se présente aux élections législatives 2022 mais est éliminé dès le premier tour, avec 20,41 % des suffrages. Après un duel avec le candidat du Rassemblement national, c'est la candidate du MoDem Louise Morel qui est élue au second tour, avec 57,9 % des voix.